# Нивище
 Тази статия е за селото в Северна Македония.  За селото в България вижте Равно нивище.  
Нивище или Нивища (на македонска литературна норма: Нивиште; на албански: Nivishti, Нивищи) е село в Северна Македония, в община Маврово и Ростуше.

## География
Селото е разположено в областта Горна Река в подножието на Кораб.

## История
В XIX век Нивище е разделено в конфесионално отношение албанско село в Реканска каза на Османската империя. В „Етнография на вилаетите Адрианопол, Монастир и Салоника“, издадена в Константинопол в 1878 година и отразяваща статистиката на населението от 1873 година, Нивища (Nivichta) е посочено като село с 40 домакинства, като жителите му са 38 албанци мюсюлмани и 63 албанци православни.
Според статистиката на Васил Кънчов („Македония. Етнография и статистика“) в 1900 Нивища има 170 жители арнаути християни и 180 арнаути мохамедани.
На Етнографската карта на Битолския вилает на Картографския институт в София от 1901 година Нивица е чисто албанско, но смесено православно-мюсюлманско село в Реканската каза на Дебърския санджак с 51 къщи.
Според митрополит Поликарп Дебърски и Велешки в 1904 година в Нивища има 16 сръбски къщи. Според секретаря на Българската екзархия Димитър Мишев („La Macédoine et sa Population Chrétienne“) в 1905 година християнското население на Нивища (Nivizcha) се състои от 92 албанци.
Албанците християни са привлечени от сръбската пропаганда и според статистика на вестник „Дебърски глас“ в 1911 година в Нивища има 58 албански патриаршистки къщи.
Според преброяването от 2002 година селото има 7 жители албанци.
| Националност     | Всичко |
| северномакедонци | 0      |
| албанци          | 7      |
| турци            | 0      |
| роми             | 0      |
| власи            | 0      |
| сърби            | 0      |
| бошняци          | 0      |
| други            | 0      |

## Личности
Родени в Нивище
- Герасим Бочович, български духовник